# Кобищани
Кобищани — історична місцевість Полтави, знаходиться у Шевченківському районі. Кобищани — колишнє передмістя. Засновано у XVII столітті вихідцями з Кобижчі. Входили до складу Першої Полтавської сотні Полтавського полку. У 1859 році нараховували 344 дворів, 1739 жителів. З 1877 року у Кобищанах діяв цегельний завод Є.О. Беллі. У 1904 році на ньому працювало 60 чоловік, було вироблено 1,824 мільйонів штук високоякісної цегли. Частина Кобищанів була включена в смугу міста у XIX столітті, а решта на початку XX століття.

## Галерея

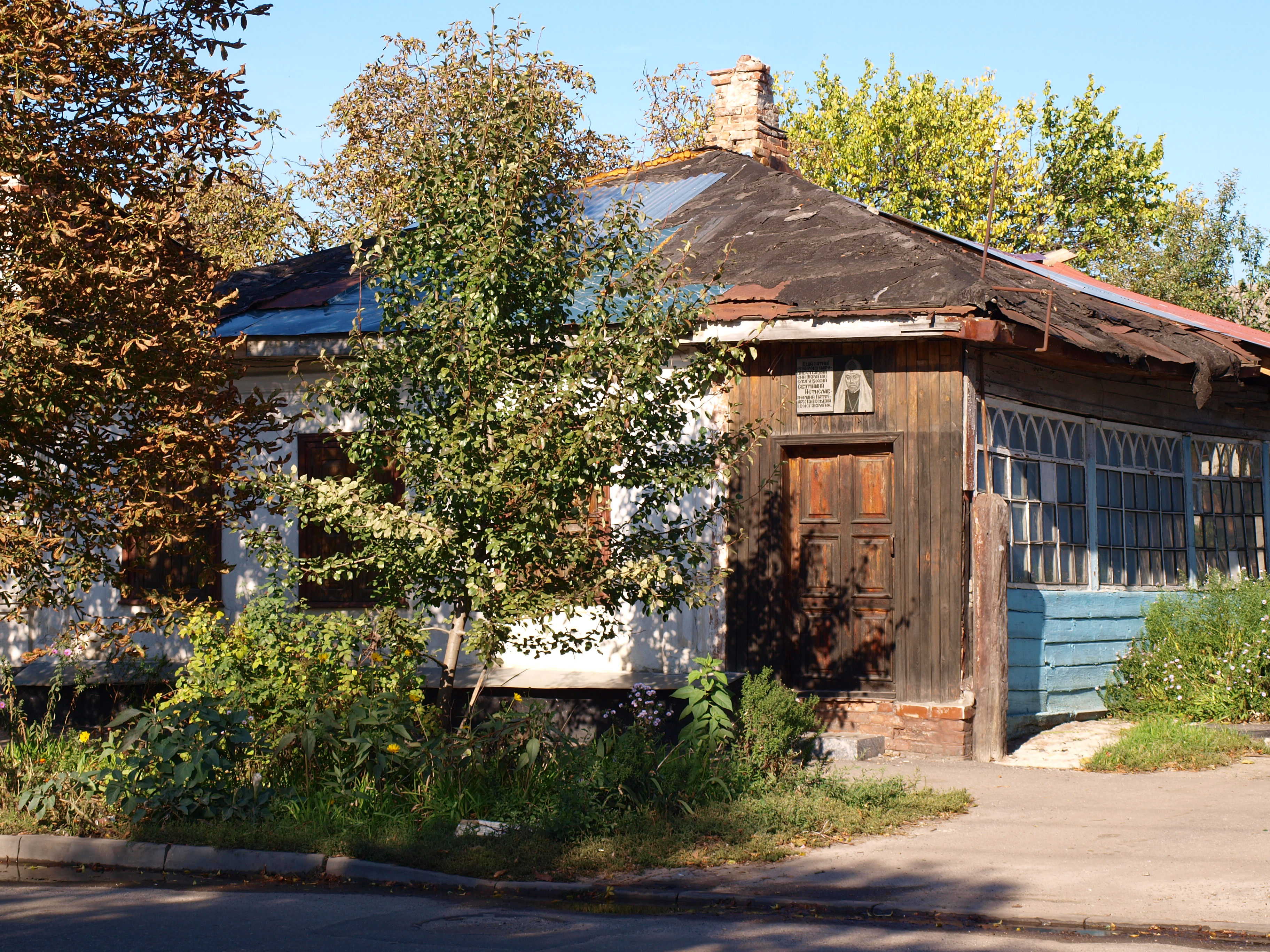
Будинок, де народився Патріарх Мстислав
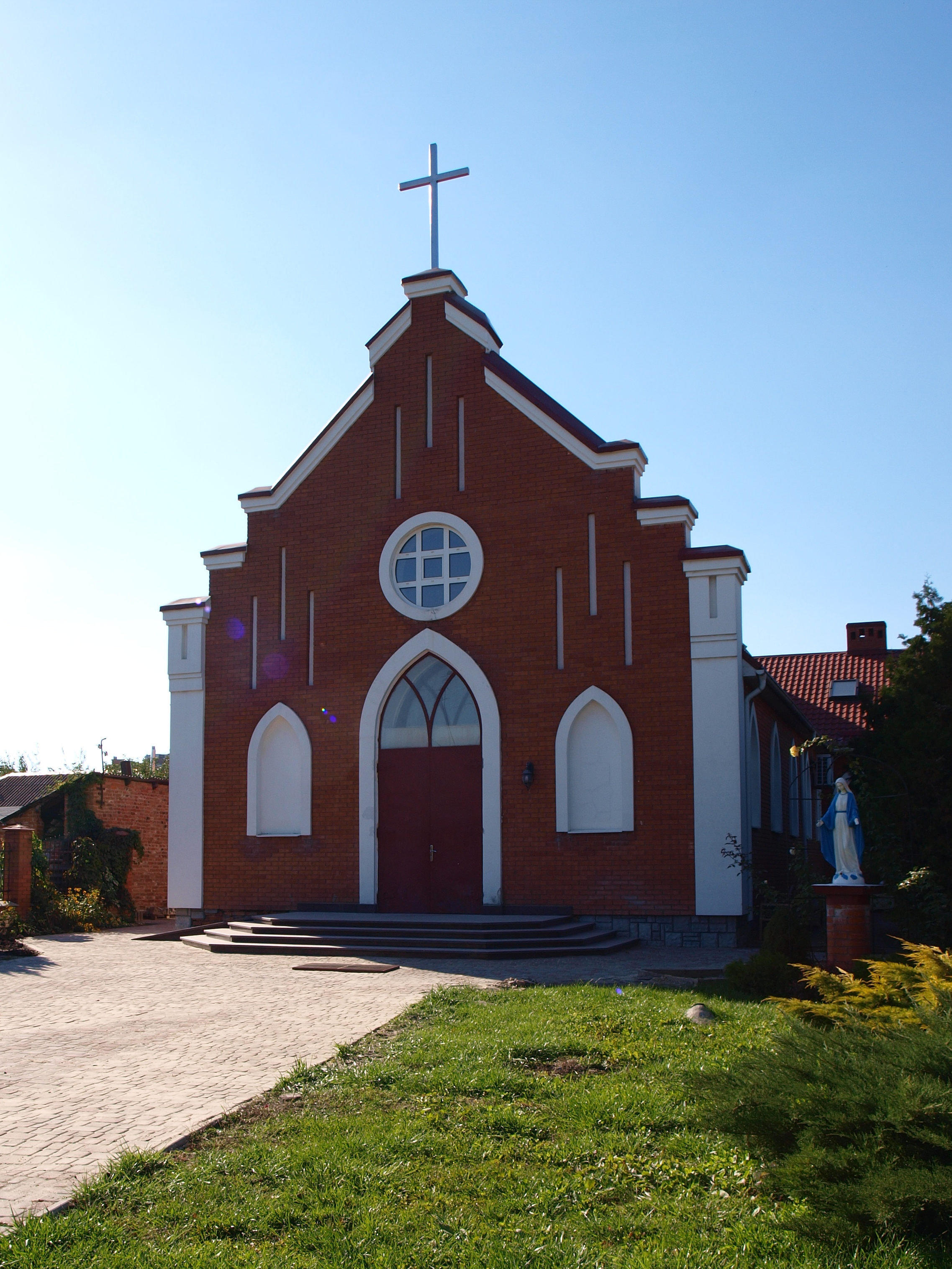
Костел
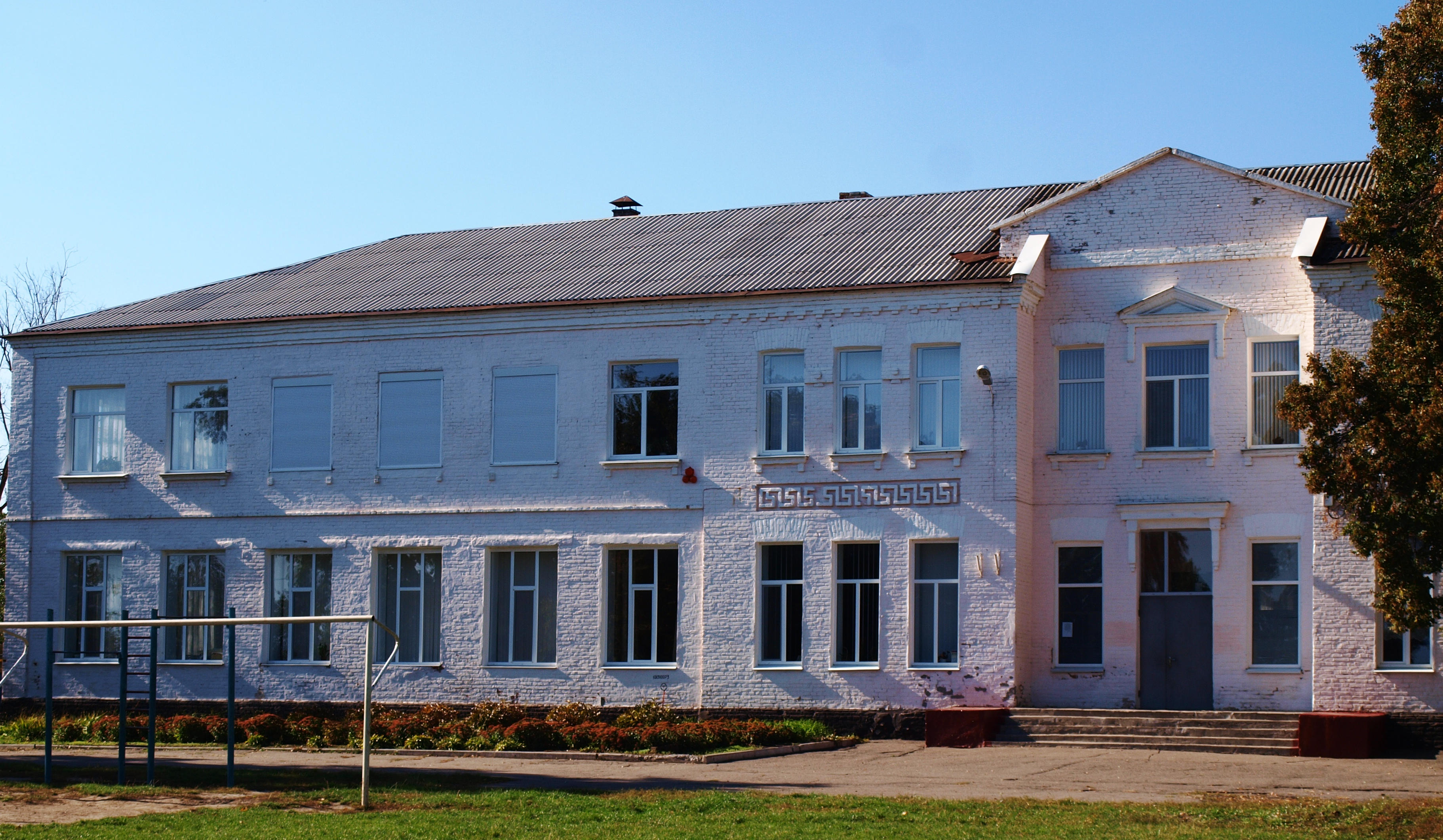
Середня школа №8
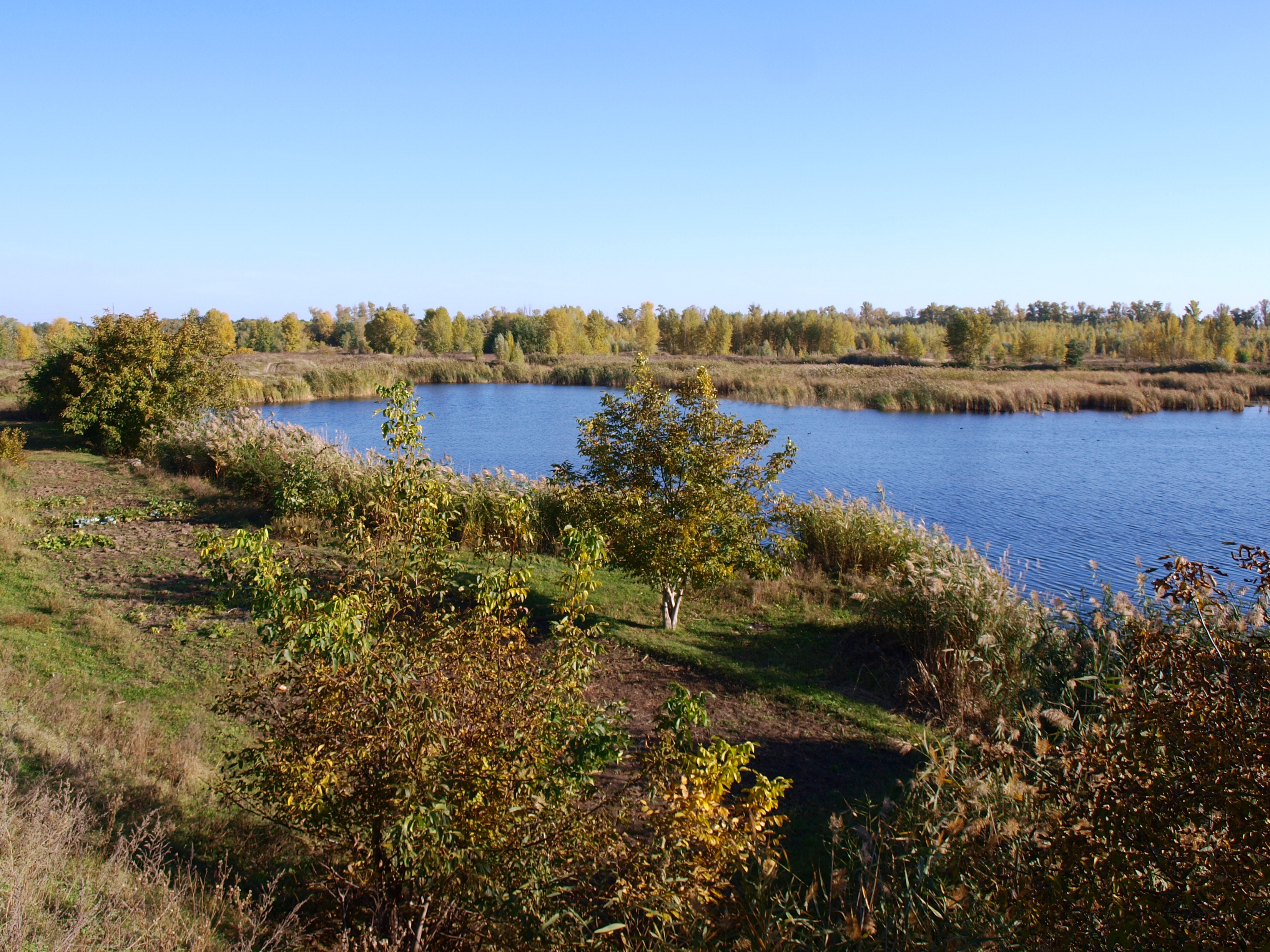
Щемілівський кар'єр біля Кобищанів, де XIX та XX століття добувалася глина для цегельних заводів Полтави